# ویلیام کرافت (زبان‌شناس)
ویلیام کرافت (انگلیسی: William Croft؛ زادهٔ ۱۳ نوامبر ۱۹۵۶) استاد زبان‌شناسی آمریکایی در دانشگاه نیومکزیکو است.